# 坎普馬約爾 (葡萄牙)
39°0′N 7°3′W / 39.000°N 7.050°W
坎普馬約爾（葡萄牙語：Campo Maior），是葡萄牙的城鎮，位於該國中部，由波塔萊格雷區負責管轄，始建於1260年，面積247.2平方公里，2011年人口8,456，人口密度每平方公里34.21人。

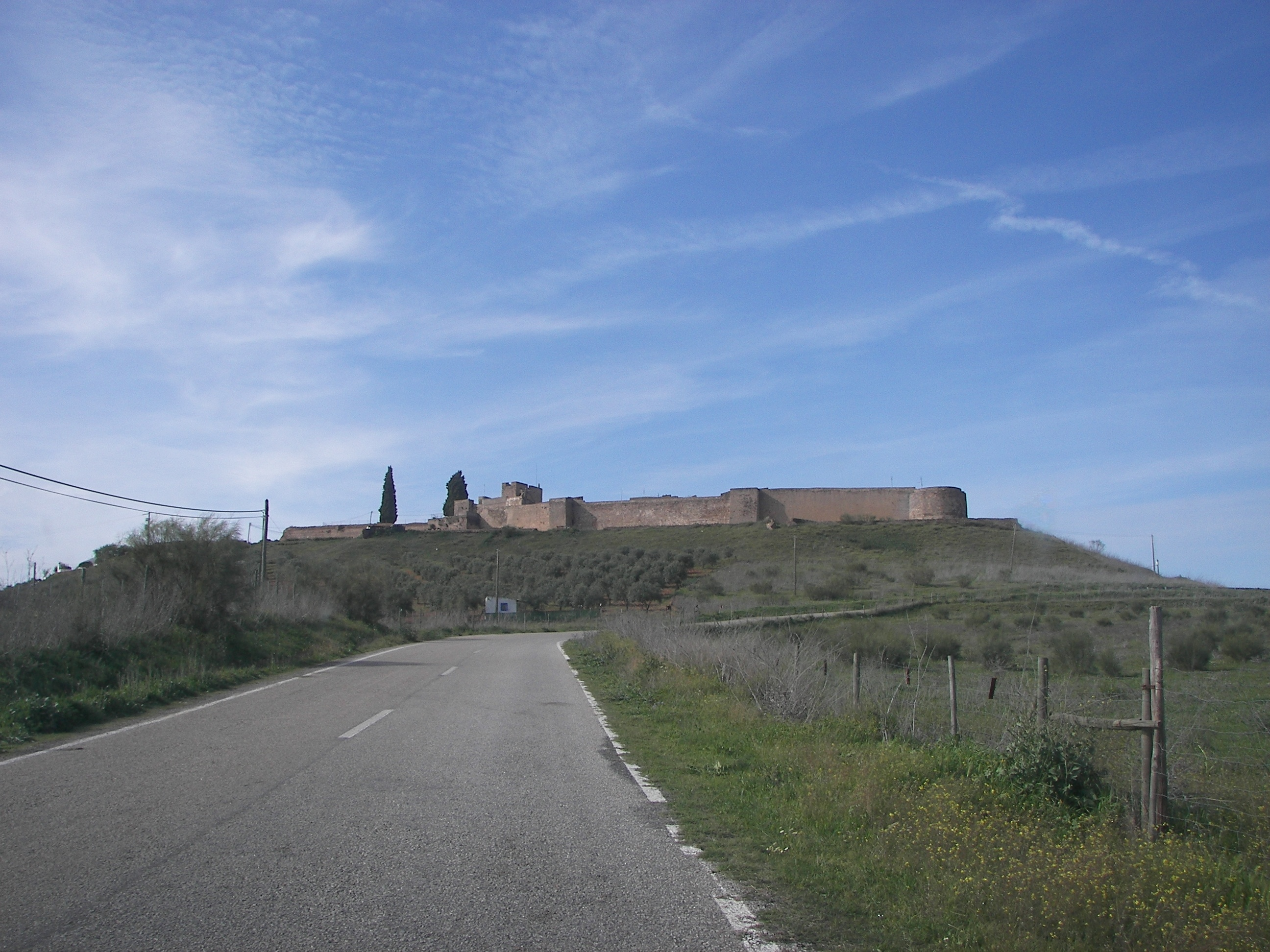